# Underground (film 1995)
Underground (in serbo Podzemlje, in alfabeto cirillico serbo Подземље; /pod͡zemʎe/) è un film del 1995 diretto da Emir Kusturica, vincitore della Palma d'oro al Festival di Cannes.

## Trama
Ambientato nella Jugoslavia immersa nella seconda guerra mondiale, il film ripercorre la storia di questa nazione attraverso gli occhi di Marko e Petar (detto il Nero), gli "eroi" di questo film, entrambi innamorati della bella attrice Natalija. In seguito all'invasione tedesca del 1941, i due protagonisti portano al sicuro di un rifugio antiaereo i loro amici e parenti, tra cui il fratello di Marko, Ivan, e Ia moglie del Nero, Vera, che morirà di parto dando alla luce Jovan.
Tre anni dopo, nel 1944, il Nero, imprigionato dai tedeschi durante l'occupazione e liberato da Marko, trova rifugio nella cantina assieme agli altri resistenti. L'amico Marko lo terrà nascosto per venti anni, facendogli credere che la guerra sia ancora in corso e sfruttandolo al contempo per la produzione e il commercio delle armi, che gli permetteranno di arricchirsi e di diventare un esponente di spicco del regime di Tito.
Nel 1961, in occasione del matrimonio di Jovan, Petar scopre la relazione di Natalija con Marko. Innamorato di lei, il Nero rompe l'amicizia che lo lega con Marko, dandogli una pistola per suicidarsi, ma quest'ultimo inscena solamente un simbolico suicidio, sparandosi alle gambe. Subito dopo un'esplosione causata dal carro armato costruito nel rifugio apre nello scantinato uno squarcio verso l'esterno.
Quando Petar, appena terminato il matrimonio di suo figlio Jovan, decide di uscire a combattere assieme a quest'ultimo, si scontra con una nuova realtà che non sa riconoscere; persa la concezione del tempo, attacca un set di riprese di un film di propaganda (ispirato alle memorie dello stesso Marko), scambiando le comparse per nazisti veri. Intanto Marko e Natalija fuggono attraverso il dedalo di tunnel che collegano le capitali d'Europa, mentre Jovan invece annega nel Danubio inseguendo il miraggio di sua moglie Jelena.
Anni dopo, susseguentemente alla morte di Tito, scoppia la guerra civile, e la Jugoslavia va in frantumi, invasa anche dalle truppe dell'ONU. Nello stesso periodo, dopo un lungo internamento in un ospedale psichiatrico, Ivan viene a sapere della macchinazione del fratello e del nuovo dramma della Jugoslavia. Servendosi della vecchia rete di tunnel torna nel suo paese, dove il Nero dirige un commando militare.
In un villaggio distrutto Ivan si imbatte nel fratello, sempre coinvolto in discutibili traffici. Accecato dalla rabbia, Ivan lo picchia col bastone e poi, convinto di averlo ucciso, si impicca nel campanile di una chiesa. Marko e Natalija, ricercati internazionalmente come trafficanti d'armi, vengono riconosciuti come tali da truppe di Petar e giustiziati: a dare l'ordine via radio è lo stesso Petar, che - una volta resosi conto dell'identità dei due - si pente di ciò, in quanto vive ancora sconnesso dalla realtà e non sa delle malefatte dei due.
In un finale onirico e surreale, tutti i personaggi si ritrovano al matrimonio di Jovan su un'ansa del Danubio, con il profilo della Jugoslavia che, staccatosi dalla terraferma, andrà alla deriva, mentre il fratello di Marko, Ivan, comincerà a raccontare la storia: "C'era una volta un paese...".

## Produzione
Il regista Emir Kusturica si ritaglia una parte come comparsa recitando il ruolo di un milite che sta trattando armi con Marko.

## Versione estesa
Del film esiste anche una versione estesa di 5 ore, intitolata Bila jednom jedna zemlja (C'era una volta un paese) e trasmessa come miniserie dalla televisione serba.

## Colonna sonora
La colonna sonora è di Goran Bregović, con musica tradizionale tzigana cantata e per ottoni. Tra i brani le canzoni Ringe ringe raja, Kalasnjikov e Cajesukarije-Cocek, dello stesso Bregović.

## Riconoscimenti
- Palma d'oro al Festival di Cannes 1995
- Premi Lumière 1996: miglior film straniero